# Wohnhaus Reinekestraße 2

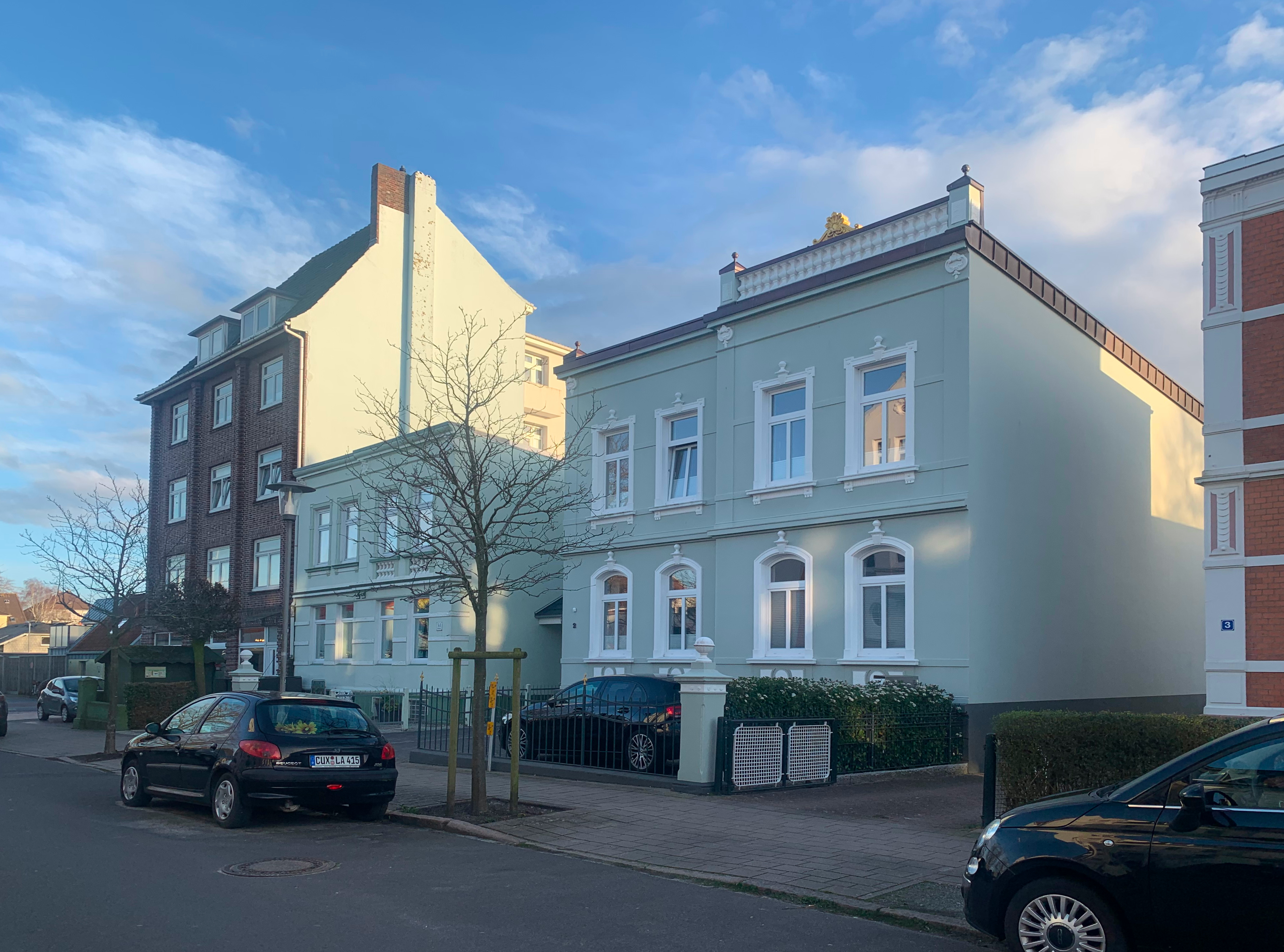
Rechts die Nr. 2

Das Wohnhaus Reinekestraße 2 in der niedersächsischen Kreisstadt Cuxhaven im Landkreis Cuxhaven stammt vom Anfang des 20. Jahrhunderts. Aktuell (2025) wird es für Wohnungen genutzt.
Das Gebäude in der Gruppe Wohnhäuser südlich der Schillerstraße steht unter Denkmalschutz (siehe auch Liste der Baudenkmale in Cuxhaven).

## Geschichte und Beschreibung
Große Teile der Stadterweiterung um 1900 südlich der Schillerstraße sind gut erhalten, viele im originalen Erscheinungsbild. Dazu gehören ein- bis dreigeschossige Wohnhäuser im Bereich Am Grünen Weg, Schillerplatz, Grandauerstraße und Kirchenpauerstraße. Sie stammen von verschiedenen namhaften Cuxhavener Architekten wie Rudolph Glocke, John Polack und Richard Alberts, welche die historisierenden Fassaden in den Formen des Barocks, des französischen Rokokos und des Jugendstils entwarfen. Zurückhaltender sind die zwei- und dreigeschossigen, zwischen 1904 und 1908 entstandenen Häuser an der Reinekestraße mit historisierender Ornamentik im floralen Jugendstil.
Das zweigeschossige traufständige verputzte Gebäude auf Keller mit Pultdach wurde um 1906 gebaut. Die straßenseitige vierachsige Schmuckfassade wurde gestaltet mit Putz an den Rahmungen der eckigen und segmentbogigen Fenster, dem profilierten Gesims an der Traufe und zwischen den Geschossen. Die zwei westlichen Achsen sind leicht vorgezogen, darüber eine Attika. Der Eingang ist seitlich in einer zurückgesetzten Achse.
Das Landesdenkmalamt befand u. a.: „… Zeugnis- und Schauwert im Hinblick auf die geschichtliche, künstlerische und städtebauliche Bedeutung … .“